# Registo Nacional de Locais Históricos
Registo nacional de locais históricos é uma lista  de  bairros, sítios, edifícios, estruturas e objetos dignos de preservação nos Estados Unidos. A passagem do National Historic Preservation Act (NHPA), em 1966 estabeleceu o Registo Nacional e do processo para adicionar propriedades a ele. Das mais de um milhão de propriedades no Registo Nacional, 80.000 estão listados individualmente. O restante está contribuindo membros dentro de bairros históricos. Todos os anos cerca de 30.000 propriedades são adicionadas ao Registo Nacional como parte dos distritos ou através de listas individuais.
Para a maior parte de sua história o Registo Nacional tem sido administrado pelo National Park Service (NPS), uma agência no interior dos Estados Unidos Ministério do Interior. Os seus objectivos são ajudar a seus proprietários e grupos, tais como o National Trust for Historic Preservation, coordenar, identificar, proteger  sítios históricos nos Estados Unidos. Enquanto Registo Nacional listas são maioritariamente simbólicos, que fazem prever algum incentivo financeiro aos proprietários listados. Durante o processo de nomeação, o imóvel está avaliado em termos dos quatro critérios de inclusão no Registo Nacional de locais históricos (NRHP). A aplicação desses critérios tem sido objecto de críticas por acadêmicos nas áreas de história e preservação, bem como o público, e os políticos. 

## Propriedades enumeradas
A listagem no Registo Nacional de locais históricos governamentais aviso de um bairro histórico, local, edifício ou propriedade. No entanto, o registo é essencialmente "um honorário estado federal com alguns incentivos financeiros."  O Registo Nacional de locais históricos automaticamente inclui todos os marcos históricos nacionais, bem como todas as zonas históricas administrado pelo National Park Service. Além de Pontos de Interesse estas incluem: Locais Históricos Nacionais (NHS), Parques Históricos Nacionais , Parques  Militares ,   e alguns Monumentos Nacionais. Ocasionalmente sítios históricos fora das fronteiras tradicionais do país, mas associados com os Estados Unidos, tais como a embaixada americana em Tânger, também estão listados.